# Thaungyin Myit
Thaungyin Myit (taj. แม่น้ำเมย) – rzeka w Tajlandii oraz Mjanmie. Mierzy 327 km długości. 
Thaungyin Myit swoje źródła ma w dystrykcie Phop Phra, w prowincji Tak, w Tajlandii, natomiast uchodzi do rzeki Saluin w dystrykcie Sop Moei, w prowincji Mae Hong Son, w Mjanmie. Na pewnym odcinku stanowi naturalny fragment granicy birmańsko-tajlandzkiej.